# Малый Липовец
Малый Липовец — деревня в Брейтовском районе Ярославской области России. 
В рамках организации местного самоуправления входит в Гореловское сельское поселение, в рамках административно-территориального устройства — в Гореловский сельский округ.

## География
Расположена на северо-западе Ярославской области, в 127 километрах к северо-западу от Ярославля и в 14 километрах к юго-востоку от райцентра, села Брейтово. 

## Население
| 2007 | 2010 |
| ---- | ---- |
| 142  | ↘109 |

Согласно результатам переписи 2002 года, в национальной структуре населения русские составляли 100 % из 133 жителей.